# Selim Benachour
Pour les articles homonymes, voir Benachour.
Selim Benachour (arabe : سليم بن عاشور), né le 8 septembre 1981 à Paris, est un footballeur franco-tunisien jouant en tant que milieu de terrain offensif entre 2000 et 2015. Il est international tunisien entre 2002 et 2010.

## Biographie

### Enfance et formation
Né à Paris et pré-formé à l'INF Clairefontaine, Selim Benachour fait le choix d'intégrer le centre de formation du Paris Saint-Germain en 1995, à l'âge de 14 ans. Il joue alors dans les sélections françaises de jeunes et gravit les échelons petit à petit.

### Paris Saint-Germain

#### Débuts et prêt à Martigues (2000-2002)
Il évolue en championnat de France amateur lorsqu'Antoine Kombouaré a l'équipe réserve parisienne en charge et, à la fin de la saison 2000-2001, Luis Fernandez profite d'un match de Ligue des champions sans enjeu contre Galatasaray — le PSG était d'ores et déjà éliminé et les Turcs qualifiés — pour permettre à Benachour de vivre ses premières minutes en professionnel, en toute fin de rencontre.
Au PSG, il joue ses premières minutes en Ligue 1 en rentrant pour une demi-heure lors du premier match de la saison face à Lille, et participe à deux rencontres de Coupe Intertoto. Petit meneur de jeu vif et technique, Benachour a le profil pour plaire au Parc des Princes. Mais Kombouaré et Fernandez s'accordent à dire qu'il doit acquérir plus de volume physique. Fin août, il est envoyé une saison en prêt en D2 à Martigues, en compagnie de Gaël Hiroux.
Dans le Sud, il effectue une saison pleine, jouant 27 rencontres pour un but marqué. Ses performances sont suffisamment convaincantes pour que le sélectionneur tunisien Henri Michel le convoque en équipe nationale pour la coupe d'Afrique des nations, et Benachour finit même par aller disputer la coupe du monde en Asie, où il est titulaire en tant que dépositaire du jeu.

#### Remplaçant (2002-2005)
Au PSG, fort de toutes ces réussites, Benachour endosse le rôle de grand espoir du club. Plus concrètement, il est là pour suppléer Ronaldinho en cas d'absences du Brésilien. Le Franco-Tunisien marque son premier but parisien en Hongrie à Újpest, puis il est pour la première fois titulaire en Ligue 1 contre Guingamp, match qu'il conclut avec une passe décisive pour Martín Cardetti. Mais Luis Fernandez le trouve encore un peu juste pour le haut-niveau et ne l'utilise qu'avec parcimonie. En janvier 2003, une solution est trouvée pour que Benachour obtienne le temps de jeu qu'il estime mériter : il est prêté une demi-saison à Troyes, aux côtés de Laurent Leroy. Il enchaîne alors neuf titularisations dans l'Aube, joue plutôt en meneur excentré, et marque à deux reprises — dont une fois au Parc des Princes contre le PSG. Petit bémol, ses lacunes physiques sont toujours présentes, et Faruk Hadžibegić, l'entraîneur troyen, est toujours contraint de sortir son meneur aux alentours de l'heure de jeu. En fin de saison, l'ESTAC se prive du Tunisien.
Benachour revient donc à Paris à l'été 2003. Fernandez n'est plus là, mais Vahid Halilhodžić ne fait pas plus confiance que son prédécesseur au jeune milieu de terrain, hormis lors d'une période entre la 7e et la 12e journée durant laquelle Benachour est titulaire à quatre reprises. Malheureusement pour lui, une équipe-type finit par se dessiner, et Benachour en est exclu. Les résultats sont suffisamment bons pour que personne n'y trouve quoi que ce se soit à redire. Une bouffée d'air arrive en janvier 2004 pour Benachour : il part jouer la coupe d'Afrique des nations sous les ordres de Roger Lemerre, et garnit son palmarès en remportant l'épreuve. De retour à Paris en février, il ne fait que des rentrées très espacées. Il a toutefois le mérite de se distinguer en finale de coupe de France face à Châteauroux, en effectuant une entrée en jeu très utile pour préserver le score.
La saison suivante, Benachour disparaît complètement de la circulation. La présence du PSG en Ligue des champions ne pousse pas Halilhodzic à faire tourner outre mesure, et le Tunisien passe l'essentiel de son temps à jouer en équipe réserve. Son salut arrive en février 2005, lorsque l'entraîneur bosnien est débarqué et remplacé par Laurent Fournier, jusqu'alors coach de la réserve parisienne. Pourtant, Fournier n'est pas très enthousiaste lorsque la presse suggère qu'il puisse relancer le joueur : il estime que les prestations de Benachour en championnat de France amateur n'étaient pas particulièrement bonnes. Fournier le titularise pourtant pour sa première rencontre à Strasbourg : Paris perd 3-1, et le Tunisien n'a plus l'honneur de jouer dès le début d'une rencontre, même s'il fait des entrées en jeu très régulières. Il délivre une passe décisive à Mario Yepes contre Bordeaux en coupe, et marque le penalty de la victoire contre Bastia lors d'une rencontre à huis clos.

### Guimarães puis départ à l'Est (2005-2009)
Las de son statut d'éternel remplaçant, et n'ayant jamais pu trouver sa place à Paris malgré trois entraîneurs différents, Benachour plie bagage à l'été 2005 et part au Portugal, au Vitoria Guimarães. Il joue une saison en qualité de titulaire, mais voit sa formation être reléguée en division inférieure.
Avant cela, ne voulant pas jouer en seconde division, il quitte le Portugal pour le Rubin Kazan en Russie. L'adaptation est difficile, et il finit par sortir de l'équipe au bout d'une demi-saison. Après six mois sans jouer, il est transféré au Koweït, à Al Qadisiya. Dans le golfe, il passe deux saisons et gagne le championnat national. Ce qui lui permet de se faire remarquer à nouveau par les clubs européens.

### Málaga puis Maritimo (2009-2012)
Il signe à Málaga à l'été 2009. Dans le sud de l'Espagne, il effectue une saison moyenne avant d'être poussé vers la sortie en 2010 : non-inscrit sur la liste des joueurs participant au championnat, il résilie son contrat en septembre 2010. Après plusieurs mois de chômage, il parvient à trouver un point de chute en janvier 2011, en rejoignant le Maritimo Funchal, au Portugal,.

### Retour à l'Est (depuis 2012)
À l'été 2012, il rejoint l'APOEL Nicosie à Chypre, après avoir signé un contrat de trois ans. En 2015, il s'engage avec le Mumbai City FC.

### Carrière en sélection
Au niveau international, Benachour porte le maillot de l'équipe de France des moins de 16 ans et des moins de 20 ans au Tournoi de Toulon 2001. À la veille de s'envoler pour le Mondial des moins de 20 ans quelques semaines plus tard, il choisit d'intégrer la sélection nationale tunisienne. Il déclare faire un choix à la fois patriotique, pour la terre de ses parents et de ses origines, et sportif, étant lucide sur le fait d'avoir plus de chances de participer à la coupe du monde 2002 avec l'équipe de Tunisie qu'avec la France.
En 2006, malgré de bonnes prestations en club, Roger Lemerre et son adjoint Tarek Thabet ne le retiennent pas pour la coupe du monde 2006 pour cause d'une légère blessure qui intervient juste avant la compétition et qui nécessite dix jours de repos. Après la compétition, Benachour publie un communiqué dans lequel il affirme qu'il ne reviendra pas en équipe nationale tant que Lemerre reste à la tête de l'équipe. Toutefois, en 2007, il publie un nouveau communiqué annonçant son retour alors que Lemerre dirige toujours celle-ci.

## Statistiques
| Saison                | Club                  | Championnat           | Championnat | Championnat | Coupe nationale | Coupe nationale | Coupe de la Ligue | Coupe de la Ligue | Supercoupe | Supercoupe | Compétition(s) continentale(s) | Compétition(s) continentale(s) | Compétition(s) continentale(s) | Tunisie | Tunisie | Total | Total |
| Saison                | Club                  | Division              | M.          | B.          | M.              | B.              | M.                | B.                | M.         | B.         | Comp.                          | M.                             | B.                             | M.      | B.      | M.    | B.    |
| 2000-2001             | Paris Saint-Germain   | Division 1            | -           | -           | -               | -               | -                 | -                 | -          | -          | C1                             | 1                              | 0                              | -       | -       | 1     | 0     |
| 2001-2002             | Paris Saint-Germain   | Division 1            | 1           | 0           | -               | -               | -                 | -                 | -          | -          | CI                             | 2                              | 0                              | -       | -       | 3     | 0     |
| 2001-2002             | FC Martigues (prêt)   | Division 2            | 28          | 1           | 1               | 0               | 2                 | 0                 | -          | -          | -                              | -                              | -                              | 4       | 0       | 35    | 1     |
| 2002-2003             | Paris Saint-Germain   | Ligue 1               | 9           | 0           | -               | -               | -                 | -                 | -          | -          | C3                             | 4                              | 1                              | 3       | 0       | 16    | 1     |
| 2002-2003             | ES Troyes AC (prêt)   | Ligue 1               | 9           | 2           | -               | -               | -                 | -                 | -          | -          | -                              | -                              | -                              | 4       | 0       | 13    | 2     |
| 2003-2004             | Paris Saint-Germain   | Ligue 1               | 9           | 0           | 2               | 0               | 1                 | 0                 | -          | -          | -                              | -                              | -                              | 14      | 1       | 26    | 1     |
| 2004-2005             | Paris Saint-Germain   | Ligue 1               | 9           | 1           | 3               | 0               | 1                 | 0                 | 1          | 0          | -                              | -                              | -                              | 4       | 0       | 18    | 1     |
| 2005-2006             | Vitória Guimarães     | Liga B&W              | 25          | 4           | 2               | 0               | -                 | -                 | -          | -          | C3                             | 5                              | 2                              | 7       | 1       | 39    | 7     |
| 2006                  | Rubin Kazan           | Premier Liga          | 13          | 3           | -               | -               | -                 | -                 | -          | -          | C3                             | 3                              | 0                              | -       | -       | 16    | 3     |
| 2007                  | Rubin Kazan           | Premier Liga          | 10          | 0           | -               | -               | -                 | -                 | -          | -          | -                              | -                              | -                              | 2       | 0       | 12    | 0     |
| 2007-2008             | Qadsia SC             | Premier League        | -           | -           | -               | -               | -                 | -                 | -          | -          | CL                             | 4                              | 1                              | -       | -       | 4     | 1     |
| 2008-2009             | Qadsia SC             | Premier League        | 25          | 3           | -               | -               | -                 | -                 | -          | -          | -                              | -                              | -                              | -       | -       | 25    | 3     |
| 2009-2010             | Málaga CF             | Liga BBVA             | 23          | 0           | 3               | 0               | -                 | -                 | -          | -          | -                              | -                              | -                              | 1       | 0       | 27    | 0     |
| 2010-2011             | Marítimo Funchal      | Liga ZON Sagres       | 11          | 2           | -               | -               | -                 | -                 | -          | -          | -                              | -                              | -                              | -       | -       | 11    | 2     |
| 2011-2012             | Marítimo Funchal      | Liga ZON Sagres       | 22          | 3           | 4               | 0               | 5                 | 0                 | -          | -          | -                              | -                              | -                              | -       | -       | 31    | 3     |
| 2012-2013             | APOEL Nicosie         | Marfin Laiki League   | 19          | 2           | 2               | 0               | -                 | -                 | -          | -          | C3                             | 6                              | 2                              | -       | -       | 27    | 4     |
| 2013-2014             | APOEL Nicosie         | Marfin Laiki League   | 19          | 1           | 2               | 0               | -                 | -                 | 1          | 0          | C1+C3                          | 2+3                            | 0                              | -       | -       | 27    | 1     |
| 2015                  | Mumbai City           | ISL                   | 11          | 1           | -               | -               | -                 | -                 | -          | -          | -                              | -                              | -                              | -       | -       | 11    | 1     |
| Total sur la carrière | Total sur la carrière | Total sur la carrière | 243         | 23          | 19              | 0               | 9                 | 0                 | 2          | 0          | -                              | 30                             | 6                              | 39      | 2       | 342   | 31    |

## Palmarès

### En club
Paris Saint-Germain
- Championnat de France :
  - Vice-champion : 2003-04.
- Coupe de France (1) :
  - Vainqueur : 2003-04.
- Trophée des champions :
  - Finaliste : 2004.

 Qadsia SC
- Championnat du Koweït (1) :
  - Champion : 2008-09.

 APOEL Nicosie
- Championnat de Chypre (1) :
  - Champion : 2013.

### En sélection
Tunisie
- Coupe d'Afrique des nations (1) :
  - Vainqueur : 2004.
- Jeux méditerranéens (1) :
  - Vainqueur : 2001.